# Đảo Macquarie
Đảo Macquarie là một hòn đảo nằm ở tây nam Thái Bình Dương, giữa New Zealand và Nam Cực. Nó thuộc lãnh thổ của tiểu bang Tasmania của Úc kể từ năm 1900 và là một khu vực được bảo vệ của bang vào năm 1978. Hòn đảo đã được UNESCO công nhận là Di sản thế giới từ năm 1997.
Nó là một phần của đô thị Esperance cho đến năm 1993 khi đô thị này được sáp nhập với các đô thị khác để thành lập Hội đồng địa phương Huon Valley. Macquarie được biết đến là nơi sinh sống của toàn bộ số lượng loài Chim cánh cụt hoàng gia trong mùa làm tổ hàng năm của chúng. Về mặt sinh thái, hòn đảo là một phần của hệ sinh thái đài nguyên quần đảo cận Nam cực Antipodes.
Kể từ năm 1948, Bộ phận Nam Cực của Úc (AAD) đã duy trì một căn cứ thường trực tại Trạm đảo Macquarie nằm trên eo đất ở cuối phía bắc của hòn đảo ở dưới chân đồi Wireless. Số lượng người thường trực tại trạm này duy trì từ 20 đến 40 người. Gần đó là một sân bay trực thăng. Vào tháng 9 năm 2016, Bộ phận Nam Cực Úc cho biết, họ sẽ đóng cửa trạm nghiên cứu trên đảo vào năm 2017. Tuy nhiên ngay sau đó, chính phủ Úc đã đáp lại các phản ứng dữ dội sau quyết định này bằng cách thông báo tài trợ để nâng cấp cơ sở hạ tầng và tiếp tục hoạt động tại đảo Macquarie.

## Lịch sử
Frederick Hasselborough đã vô tình phát hiện ra hòn đảo không người ở vào ngày 11 tháng 7 năm 1810 khi tìm kiếm khu vực săn bắt hải cẩu mới. Ông tuyên bố, hòn đảo Macquarie là thuộc chủ quyền của Anh và nó được sáp nhập vào thuộc địa New South Wales vào năm 1810. Hòn đảo này lấy tên của đại tá Lachlan Macquarie, người trở thành Thống đốc bang New South Wales từ năm 1810 đến 1821. Hasselborough báo cáo về một xác tàu có một thiết kế cổ. Điều này đã làm nảy sinh suy đoán rằng, hòn đảo có thể đã được viếng thăm trước đó bởi người Polynesia hoặc nhóm dân tộc khác.
Richard Siddins và những thủy thủ đoàn cuối cùng của ông bị đắm ở vịnh Hasselborough vào ngày 11 tháng 6 năm 1812. Sau đó, Joseph Underwood đã gửi hai con tàu là Elizabeth và Mary đến đảo để giải cứu các thủy thủ đoàn còn lại. Khi Siddins đến hòn đảo Macquarie vào năm 1812, ông đã gặp nhà thám hiểm người Nga Fabian Gottlieb von Bellingshausen ở đó.
Kỷ nguyên săn hải cẩu trên đảo kéo dài từ năm 1810 đến 1919, trong thời gian đó đã có tổng cộng 144 con tàu đến thăm hòn đảo được ghi nhận lại, 12 trong số đó kết thúc bằng việc bị đắm tàu. Hiện tại còn nhiều di vật của những tàu săn bắt hải cẩu gồm thùng, tàn tích lều, mộ, chữ khắc..
Fabian Gottlieb von Bellingshausen là người đã khám phá khu vực này theo lệnh của Aleksandr I của Nga là người đã tạo ra bản đồ đầu tiên của đảo Macquarie. Bellingshausen đã đặt chân lên đảo vào ngày 28 tháng 11 năm 1820. Tại đây, ông đã xác định vị trí địa lý của nó, trao đổi rượu rum và thức ăn của mình đổi lấy động thực vật của đảo Macquarie với những người săn bắt hải cẩu. Từ năm 1810 đến 1919, hải cẩu và sau đó là chim cánh cụt đã bị săn lùng đến mức gần tuyệt chủng. Điều kiện trên đảo và vùng biển xung quanh khắc nghiệt đến mức, một kế hoạch sử dụng nó như một địa điểm thi hành hình phạt đã bị bác bỏ.
Năm 1877, phi hành đoàn của tàu lặn Bencleugh bị đắm trên đảo trong bốn tháng. Chủ của con tàu là John Sen Inches Thomson đã viết một cuốn sách về những chuyến đi biển của mình, bao gồm cả thời gian ở trên đảo. Cuốn sách được viết vào năm 1912 có tựa đề Voyages and Wanderings In Far-off Seas and Lands (Hành trình và Lang thang ở Vùng biển và Đất xa xôi).
Chính quyền Tasmania đã cho Joseph Hatch thuê hòn đảo trong khoảng thời gian từ 1902 đến 1920 cho ngành công nghiệp dầu đốt dựa trên việc săn bắt chim cánh cụt. Từ năm 1911 đến 1914, hòn đảo đã trở thành căn cứ cho cuộc thám hiểm Nam Cực của người Úc dưới thời Sir Douglas Mawson. George Ainsworth vận hành một trạm khí tượng trên đảo trong khoảng thời gian từ 1911 đến 1913, sau đó là Harold Power (từ năm 1913 đến 1914) và Arthur Tulloch từ năm 1914 cho đến khi nó ngừng hoạt động vào năm 1915.
Năm 1933, chính quyền tuyên bố hòn đảo là khu bảo tồn động vật hoang dã theo Đạo luật Bảo vệ Động vật và Chim của Tasmania năm 1928. Đến năm 1972, nó đã trở thành Khu bảo tồn bang theo Đạo luật Vườn quốc gia và Động vật hoang dã Tasmania 1970. Hòn đảo là khu dự trữ sinh quyển thế giới từ năm 1977 theo Chương trình Con người và Sinh quyển cho đến năm 2011, khi nó được rút ra khỏi chương trình. Vào ngày 5 tháng 12 năm 1997, hòn đảo được UNESCO công nhận là Di sản thế giới như là một địa điểm có ý nghĩa bảo tồn địa chất quan trọng, đồng thời là nơi duy nhất trên Trái đất có những tảng đá từ lớp phủ đang được đẩy lên trên mực nước biển.
Vào ngày 23 tháng 12 năm 2004, một trận động đất mạnh độ 8.1 theo Thang độ lớn mô men đã làm rung chuyển hòn đảo nhưng không gây ra thiệt hại đáng kể nào. Cơ quan Khoa học Địa chất Úc đã ban hành một lời cảnh báo nguy cơ sóng thần cho trạm đảo Macquarie. Năm 2018, Bộ phận Nam Cực của Úc đã công bố bản đồ báo hiệu các khu vực đất trên đảo với xác nhận hoặc nghi ngờ nhiễm bẩn bởi amiăng. Ít nhất có hơn một nửa đất đai trên đảo bị nghi ngờ nhiễm amiăng.

## Địa lý và địa chất

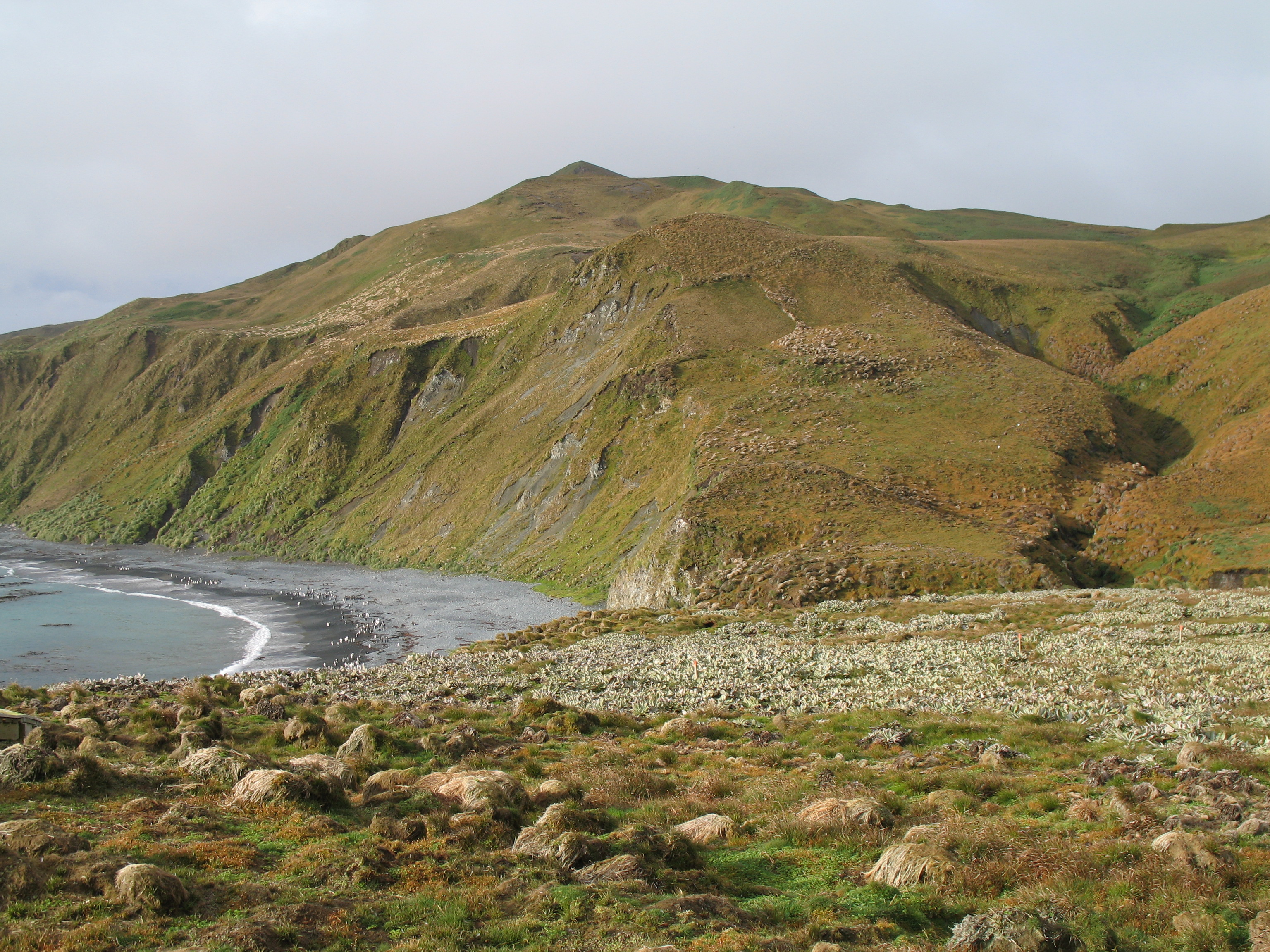
Bờ biển dốc đứng của đảo Macquarie.

Hòn đảo có chiều dài khoảng 34 km (21 mi), rộng 5 km (3 mi) với tổng diện tích 128 km2 (49 dặm vuông Anh). Hòn đảo được hình thành bởi hai phần cao nguyên chính có độ cao từ 150–200 m (490–660 ft) tại phía bắc và nam, được lối với nhau bởi một dải đất hẹp cao gần bằng mực nước biển. Những cao điểm trên đảo gồm núi Elder cao 385 m (1.263 ft) nằm ở phía đông bắc, Núi Hamilton và Fletcher cao 410 m (1.345 ft) ở phía nam.
Hòn đảo nằm ở vị trí tương đối giữa đảo Tasmania và Bán đảo Anderson trên lục địa Nam Cực với khoảng cách 1.500 km (930 mi). Macquarie cũng cách 630 km (390 mi) về phía tây nam của Đảo Auckland, và cách 1.300 km (810 mi) về phía bắc của Quần đảo Balleny. Gần đảo Macquarie là Các đảo nhỏ Judge và Clerk nằm cách 14 km (9 mi) về phía bắc, và các đảo nhỏ Bishop và Clerk nằm cách 34 km (21 mi) về phía nam. Bishop và Clerk cũng là một phần của tiểu bang Tasmania, nó đánh dấu điểm cực nam của Úc. Vào thế kỷ 19, một hòn đảo ma có tên là Emerald được cho là nằm ở phía nam của Macquarie.
Hòn đảo là một phần lộ ra của Đứt gãy Macquarie tại nơi mảng Úc gặp mảng Thái Bình Dương và nằm rìa của mảng lục địa ngập nước Zealandia hưng không được coi là một phần của nó vì đứt gãy Macquarie là vỏ đại dương chứ không phải vỏ lục địa. Đây là nơi duy nhất ở Thái Bình Dương mà đá từ lớp phủ được đẩy lên trên mực nước biển.

## Khí hậu
Khí hậu của đảo Macquarie được điều tiết bởi biển và tất cả các tháng đều có nhiệt độ trung bình trên mức đóng băng, mặc dù tuyết thường rơi vào giữa tháng 6 đến 10 và thậm chí có thể xảy ra vào mùa hè trên đảo Macquarie. Khí hậu của nó được định nghĩa là Khí hậu lãnh nguyên theo Phân loại khí hậu Köppen với mùa hè mát mẻ.
Nhiệt độ trung bình tối đa ngày dao động từ 4,9 °C (40,8 °F) vào tháng 7 đến 8,8 °C (47,8 °F) trong tháng 1. Lượng mưa xảy ra khá đều trong cả năm và trung bình năm đạt 967,9 mm (38,11 in). Đảo Macquarie là một trong những nơi nhiều mây nhất trên Trái đất với trung bình chỉ có 856 giờ nắng mỗi năm, tương tự như Tórshavn trên Quần đảo Faroe, trong đó bao gồm 315,4 ngày mưa, 289,4 ngày nhiều mây, 3,5 ngày quang đãng và 55,7 ngày tuyết rơi.
| Dữ liệu khí hậu của Đảo Macquarie, Australia | Dữ liệu khí hậu của Đảo Macquarie, Australia | Dữ liệu khí hậu của Đảo Macquarie, Australia | Dữ liệu khí hậu của Đảo Macquarie, Australia | Dữ liệu khí hậu của Đảo Macquarie, Australia | Dữ liệu khí hậu của Đảo Macquarie, Australia | Dữ liệu khí hậu của Đảo Macquarie, Australia | Dữ liệu khí hậu của Đảo Macquarie, Australia | Dữ liệu khí hậu của Đảo Macquarie, Australia | Dữ liệu khí hậu của Đảo Macquarie, Australia | Dữ liệu khí hậu của Đảo Macquarie, Australia | Dữ liệu khí hậu của Đảo Macquarie, Australia | Dữ liệu khí hậu của Đảo Macquarie, Australia | Dữ liệu khí hậu của Đảo Macquarie, Australia |
| Tháng                                        | 1                                            | 2                                            | 3                                            | 4                                            | 5                                            | 6                                            | 7                                            | 8                                            | 9                                            | 10                                           | 11                                           | 12                                           | Năm                                          |
| -------------------------------------------- | -------------------------------------------- | -------------------------------------------- | -------------------------------------------- | -------------------------------------------- | -------------------------------------------- | -------------------------------------------- | -------------------------------------------- | -------------------------------------------- | -------------------------------------------- | -------------------------------------------- | -------------------------------------------- | -------------------------------------------- | -------------------------------------------- |
| Cao kỉ lục °C (°F)                           | 13.6 (56.5)                                  | 12.3 (54.1)                                  | 12.6 (54.7)                                  | 12.2 (54.0)                                  | 10.0 (50.0)                                  | 8.7 (47.7)                                   | 8.3 (46.9)                                   | 8.5 (47.3)                                   | 8.6 (47.5)                                   | 10.3 (50.5)                                  | 10.7 (51.3)                                  | 14.4 (57.9)                                  | 14.4 (57.9)                                  |
| Trung bình ngày tối đa °C (°F)               | 8.8 (47.8)                                   | 8.7 (47.7)                                   | 8.0 (46.4)                                   | 7.0 (44.6)                                   | 5.9 (42.6)                                   | 5.0 (41.0)                                   | 4.9 (40.8)                                   | 5.1 (41.2)                                   | 5.4 (41.7)                                   | 5.8 (42.4)                                   | 6.5 (43.7)                                   | 7.9 (46.2)                                   | 6.6 (43.9)                                   |
| Tối thiểu trung bình ngày °C (°F)            | 5.3 (41.5)                                   | 5.3 (41.5)                                   | 4.7 (40.5)                                   | 3.7 (38.7)                                   | 2.5 (36.5)                                   | 1.5 (34.7)                                   | 1.6 (34.9)                                   | 1.6 (34.9)                                   | 1.5 (34.7)                                   | 2.0 (35.6)                                   | 2.7 (36.9)                                   | 4.3 (39.7)                                   | 3.1 (37.6)                                   |
| Thấp kỉ lục °C (°F)                          | 0.6 (33.1)                                   | −0.6 (30.9)                                  | −2.3 (27.9)                                  | −4.5 (23.9)                                  | −6.8 (19.8)                                  | −7.0 (19.4)                                  | −9.4 (15.1)                                  | −8.9 (16.0)                                  | −8.7 (16.3)                                  | −4.6 (23.7)                                  | −3.9 (25.0)                                  | −1.7 (28.9)                                  | −9.4 (15.1)                                  |
| Lượng Giáng thủy trung bình mm (inches)      | 86.7 (3.41)                                  | 85.0 (3.35)                                  | 99.7 (3.93)                                  | 93.4 (3.68)                                  | 84.0 (3.31)                                  | 76.6 (3.02)                                  | 73.4 (2.89)                                  | 74.6 (2.94)                                  | 74.6 (2.94)                                  | 77.9 (3.07)                                  | 72.3 (2.85)                                  | 78.5 (3.09)                                  | 976.9 (38.46)                                |
| Số ngày giáng thủy trung bình                | 25.4                                         | 24.1                                         | 27.1                                         | 27.2                                         | 28.1                                         | 26.9                                         | 27.1                                         | 27.3                                         | 26.2                                         | 26.3                                         | 25.0                                         | 24.7                                         | 315.4                                        |
| Độ ẩm tương đối trung bình (%)               | 84                                           | 85                                           | 86                                           | 87                                           | 87                                           | 87                                           | 88                                           | 87                                           | 85                                           | 83                                           | 83                                           | 83                                           | 85                                           |
| Số giờ nắng trung bình tháng                 | 114.7                                        | 104.5                                        | 86.8                                         | 54.0                                         | 31.0                                         | 18.0                                         | 24.8                                         | 43.4                                         | 69.0                                         | 99.2                                         | 108.0                                        | 108.5                                        | 861.9                                        |
| Nguồn: Cục Khí tượng Úc                      |                                              |                                              |                                              |                                              |                                              |                                              |                                              |                                              |                                              |                                              |                                              |                                              |                                              |

## Động thực vật
Hệ thực vật có sự giống nhau về cấu trúc với các đảo cận Nam Cực khác, đặc biệt là các đảo ở phía nam New Zealand. Thực vật trên đảo hiếm khi phát triển chiều cao hơn 1 mét, mặc dù cỏ Poa foliosa hình thành cây bụi có thể cao tới 2 mét trong các khu vực được che chắn. Trên đảo có hơn 45 loài thực vật có mạch, hơn 90 loài rêu cùng nhiều loài rêu tản và địa y. Các cây thân gỗ hoàn toàn vắng mặt trên đảo.
Hòn đảo có 5 thành tạo thực vật chính gồm: đồng cỏ, cánh đồng thảo mộc, đầm lầy kiềm, đầm lầy toan, cánh đồng núi. Hệ thực vật đặc hữu bao gồm Azorella macquariensis (Yareta Macquarie), Puccinellia macquariensis và hai loài lan quý hiếm là Corybas dienemus và Corybas sulcatus.
Các loài động vật có vú trên đảo gồm Hải cẩu lông mao cận Nam Cực, Hải cẩu lông mao Nam Cực, Hải cẩu lông New Zealand, Hải tượng phương nam. Sự đa dạng của các loài trong Bộ Cá voi ít được biết đến hơn. Phổ biến nhất là Cá voi trơn phương nam và Cá voi sát thủ cùng các loài cá voi di trú theo mùa là Cá nhà táng, Cá voi mõm khoằm. Cái tên gọi là "Hải cẩu nội đia" được tìm thấy tại Nhóm đảo Antipodes và Macquarie được tuyên bố là phân loài của hải cẩu lông với lớp lông dày hơn, mặc dù không rõ liệu những con hải cẩu này có khác biệt về mặt di truyền hay không.
Chim cánh cụt hoàng gia và Cốc mào Macquarie là những loài lai tạo đặc hữu. Cánh cụt vua, Chim cánh cụt Rockhopper phương Nam và Chim cánh cụt Gentoo cũng sinh sản ở đây với số lượng lớn. Hòn đảo đã được BirdLife International công nhận là Vùng chim quan trọng vì nó hỗ trợ môi trường sống của 13 loài chim với khoảng 3,5 triệu con.

## Hình ảnh

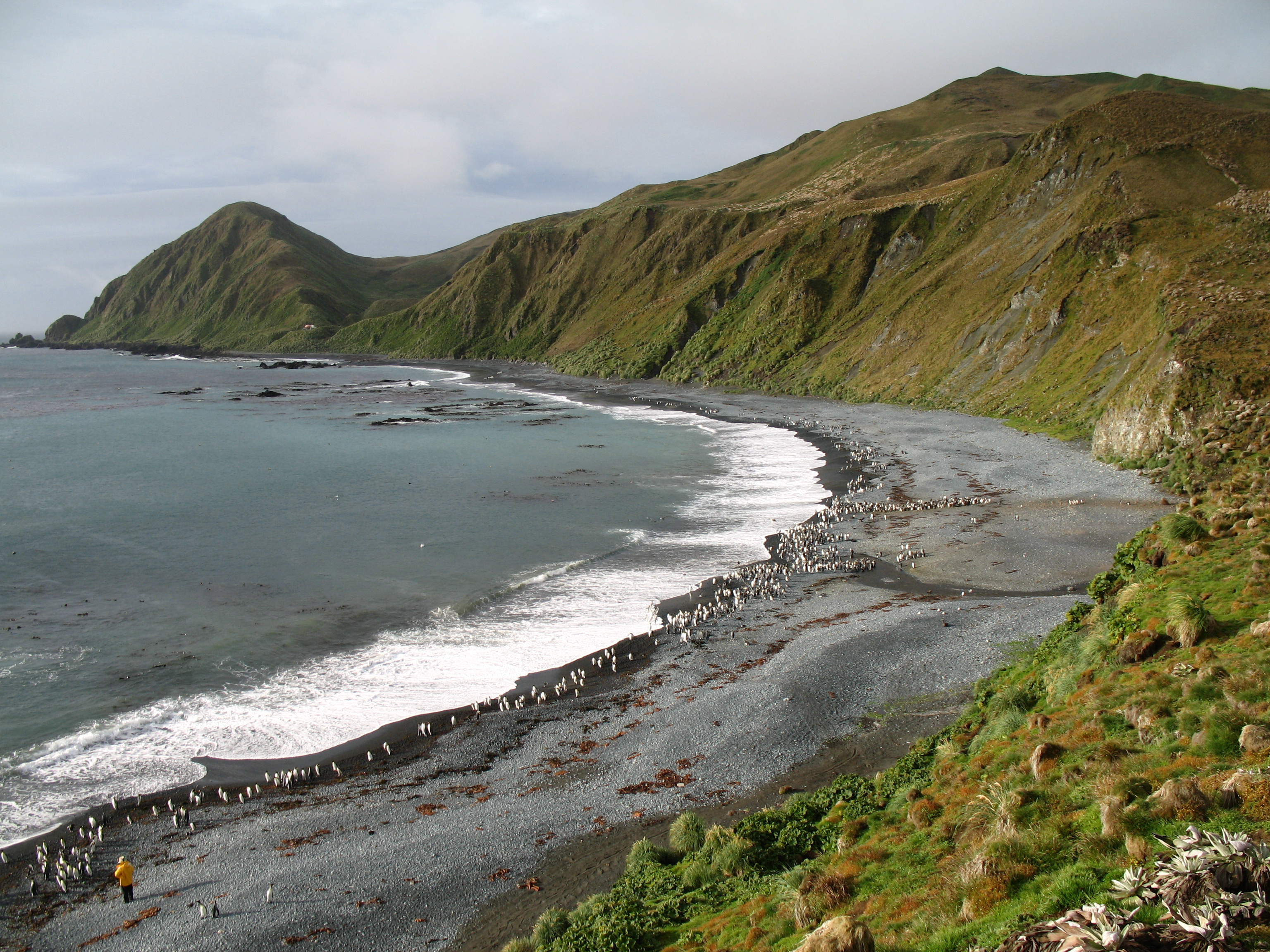
Một bãi biển đảo Macquarie
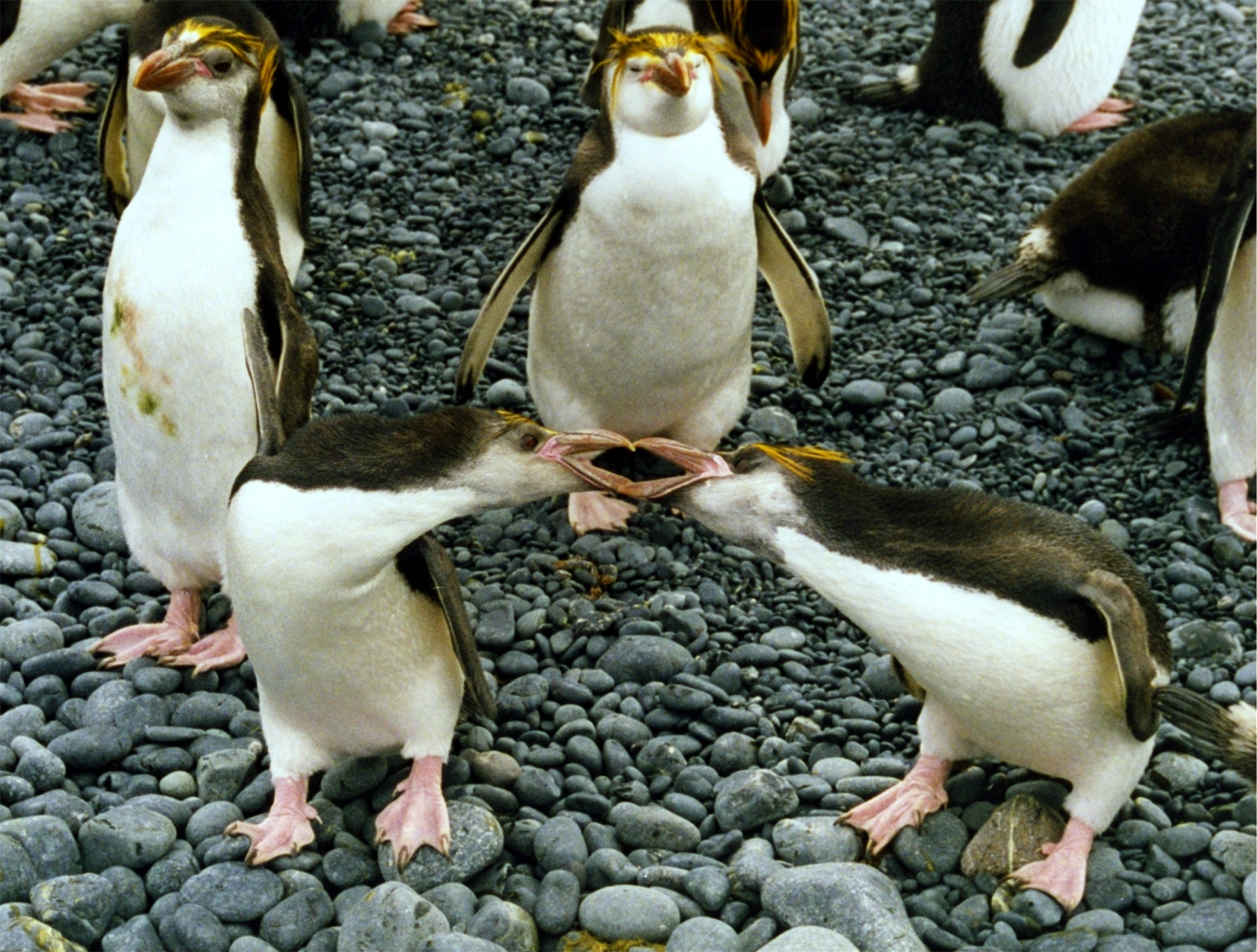
Chim cánh cụt hoàng gia
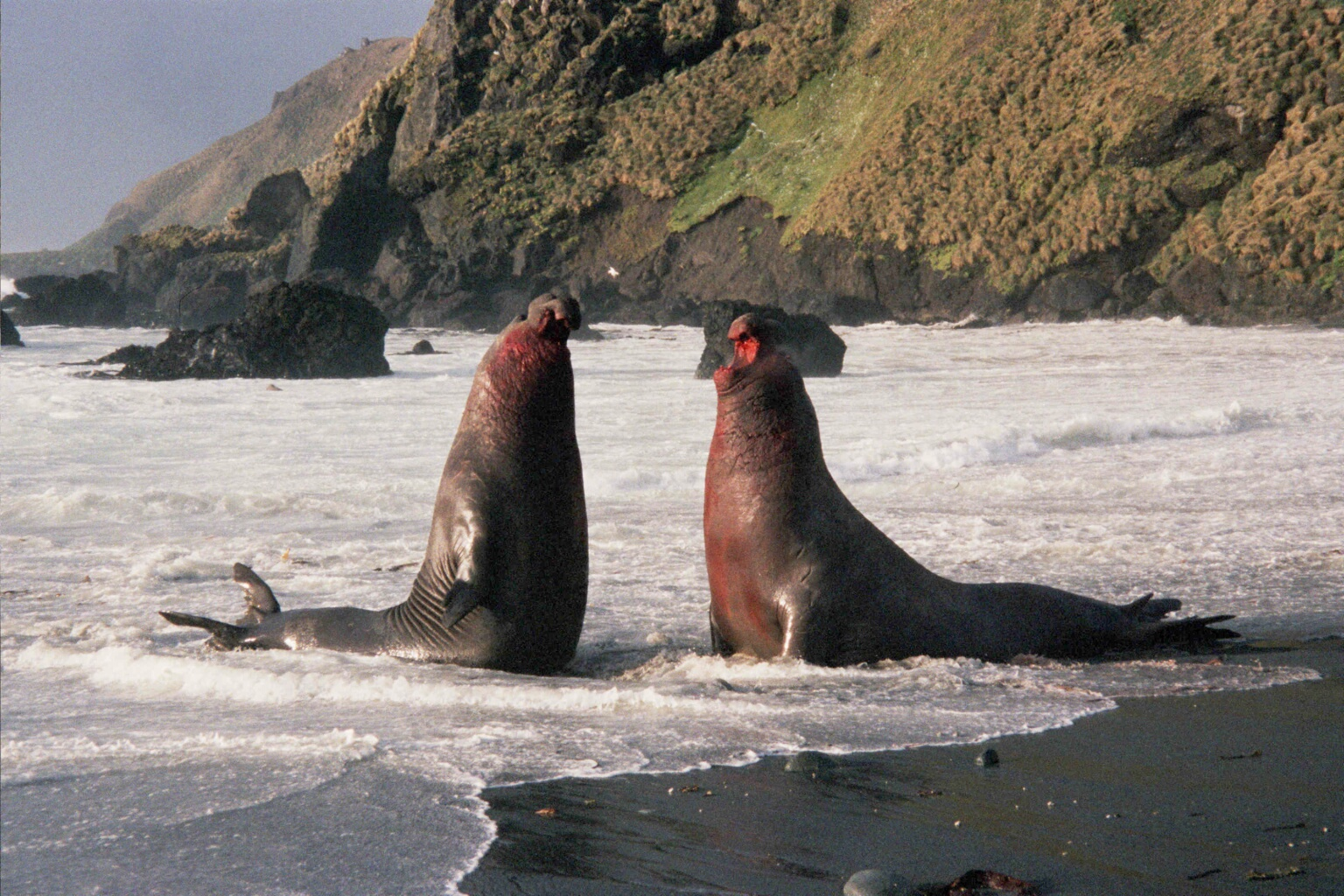
Hải tương bên bờ biển
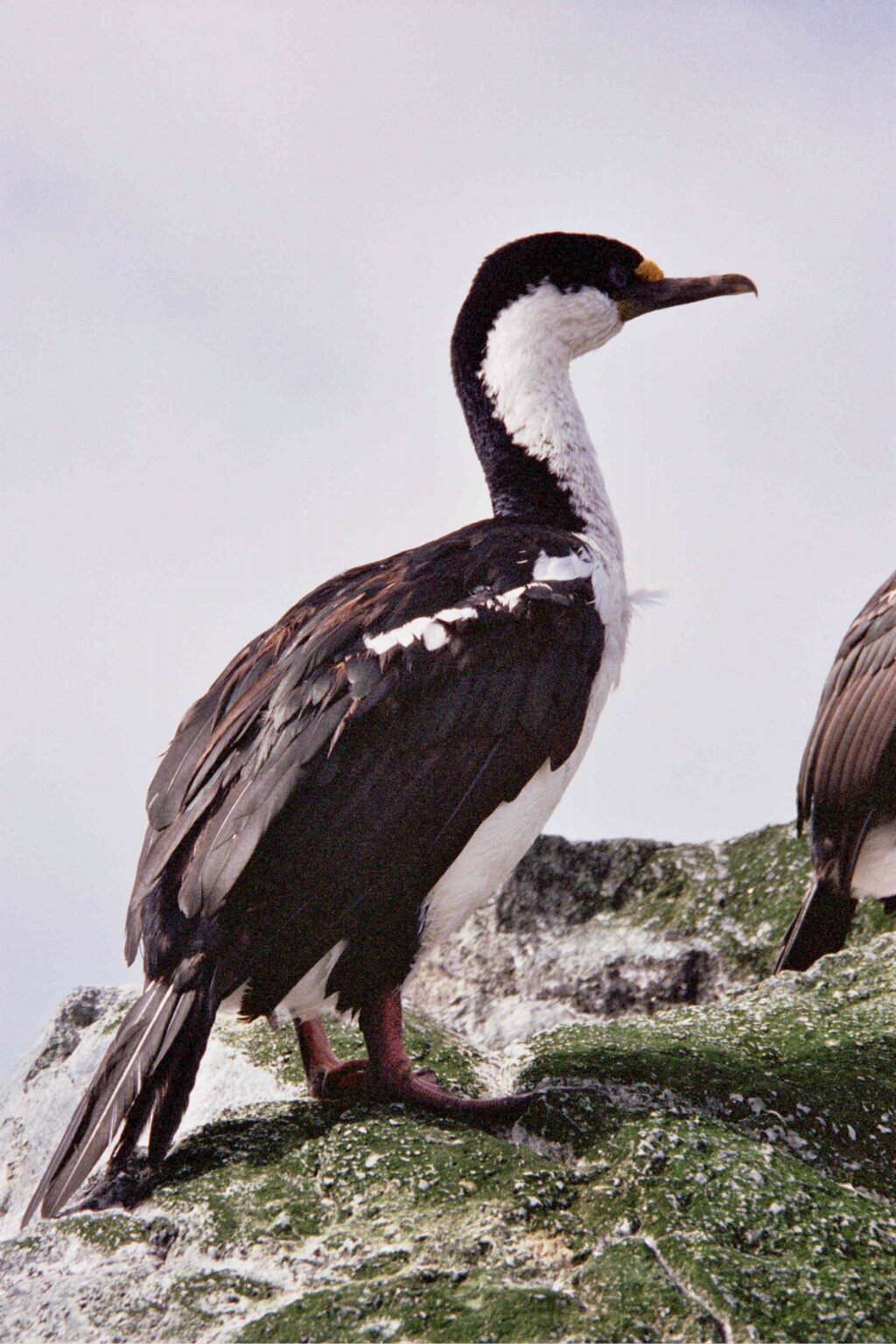
Cốc mào Macquarie
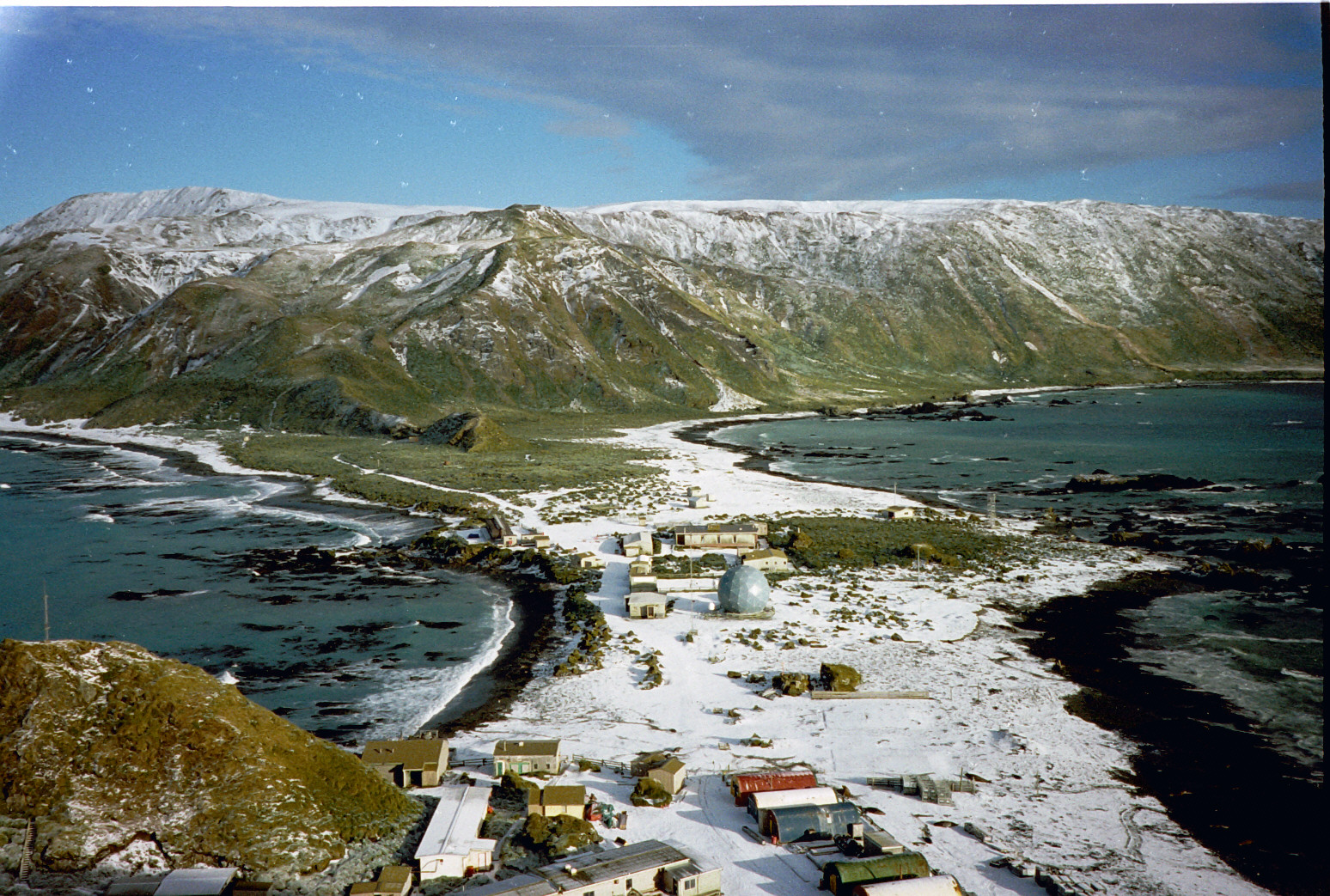
Trạm đảo Macquarie
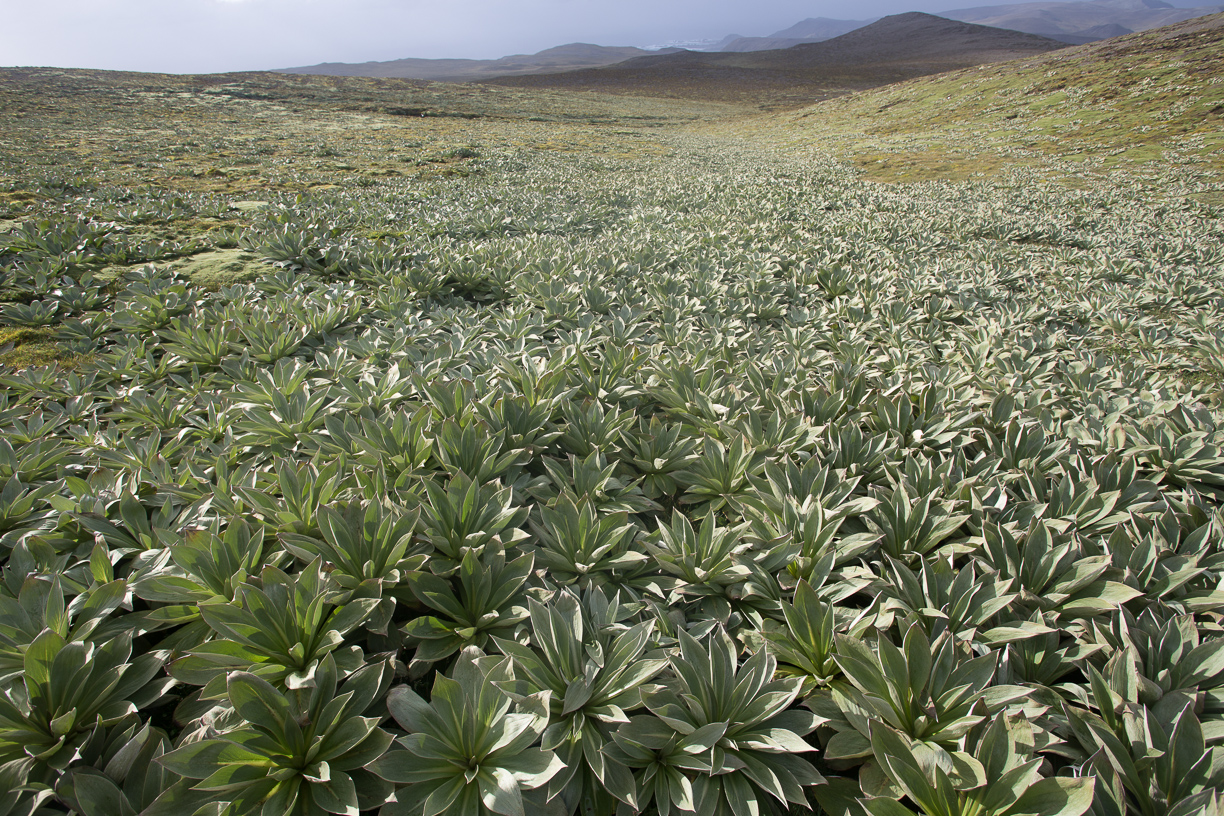
Cánh đồng thảo mộc vùng cao bị chi phối bởi Pleurophyllum hookeri